# Тоні Гаррн
Антонія (Тоні) Гаррн (нім. Antonia "Toni" Garrn; нар. 7 липня 1992) — німецька топ-модель та акторка.

## Біографія
Народилася 7 липня 1992 року у Гамбурзі.
У 2 роки переїхала з сім'єю в Лондон, у 6 — в Афіни, а в 10 повернулася у Гамбург.
Під час чемпіонату світу з футболу 2006 року Гаррн помітила Клаудія Мідоло, власниця німецького модельного агентства Modelwerk. Потім Гаррн підписала контракт з нью-йоркським агентством Women Management.
Вперше вийшла на подіум у 15 років на показі Calvin Klein весна-літо 2008 року вНью-Йорку, після чого стала рекламним обличчям компанії. Наступного року брала участь у понад 60 показах відомих модних будинків, в числі яких Stella McCartney, Dior, Louis Vuitton, Chanel, Hermès, Dolce & Gabanna, Michael Kors та інші.
З'явилася на обкладинках Vogue (Франція, Італія, Німеччина, Росія, Китай, Іспанія, Мексика, Японія, Південна Корея, США), Muse, Elle (США, Італія, Франція), Numéro, Glamour (США), Marie-Claire (Італія), Another Magazine, Harper's Bazaar (США), i-D, а також Tush magazine і V magazine.'
На початку 2012 року увійшла в топ-50 моделей світу за версією сайту models.com, зайнявши 20-е місце. Вперше вона з'явилася в рейтингу роком раніше, опинившись на 11-й позиції.
Знімалася в рекламі для Calvin Klein, Prada, Versace, Cartier, Jill Stuart, Fendi, Chloé, Emporio Armani, Hugo Boss, Zara, H&M, Dior, Donna Karan, JOOP!, Shiseido, Filippa K, J. Crew, Neiman Marcus, Givenchy, Tommy Hilfiger, Juicy Couture, Massimo Dutti, Max Mara, Peek & Cloppenburg, Express, Ralph Lauren, l'oréal, Biotherm, NARS Cosmetics, Mango, Ann Taylor, Blumarine, Aigner, Elie Saab, Burberry Black Label, Etro.
Працювала з такими фотографами як Стівен Мейзел, Пітер Ліндберг, Карл Лагерфельд, Паоло Роверс, Luigi & Iango, Маріано Віванко, Майлз Олдрідж, Крейг Макдін, Корінн Дей, Камілла Акранс, Еллен фон Унверт, Мерт Алас і Маркус Пігготт, Віктор Демаршельє, Ральф Меке, Грег Кейдел і Маріо Тестіно.
З 2014 року співпрацює з німецьким брендом деніму Closed і є дизайнеркою власної лінії джинсів. Доходи від продажу її джинсів і футболок спрямовує на благодійні цілі, пов'язані з освітою дівчаток в Африці.
У 2011 році почала співпрацювати з Victoria's Secret: з'явилася у каталогах одягу і взяла участь у Victoria's Secret Fashion Show.
У квітні 2012 року ЗМІ повідомили про те, що Тоні Гаррн — офіційний ангел Victoria's Secret. Ці новини були засновані фейковому твіті Victoria's Secret Twitter, в якому модель була згадана як «#NewAngel». Незабаром після цього стало відомо, що вона була обрана для подання лінії «Dream Angel» разом з Ерін Гезертон і Ліндсі Еллінгсон.
2021 року знялася в науково-фантастичному фільмі «Попередження».

## Особисте життя
Тоні Гаррн підтримує дружні стосунки з моделями Карлі Клосс, Джордан Данн, Сігрід Агрен і Терін Девідсон.
Тиждень моди в лютому 2010 року вона пропустила, щоб зосередитися на випускних іспитах і отримати атестат.
У травні 2013 року стало відомо, що Гаррн зустрічається з Леонардо Ді Капріо. Вони познайомилися на Каннському кінофестивалі. Розлучилися на початку грудня 2014. З квітня 2015 року перебуває у стосунках з Чендлером Парсонсом, американським баскетболістом.